# Carlos Nieto Herrero
Carlos Nieto Herrero (Saragozza, 5 maggio 1996) è un calciatore spagnolo, difensore svincolato.